# Saín Castro
Saín Castro (Fusagasugá, 7 de agosto de 1956) es director y actor colombiano.

## Filmografía

### Televisión
- La venganza de Analía 2 (2025) — Director del Partido Fuerza Democrática
- Lala's Spa (2021)
- Enfermeras (2021) — Doctor
- El general Naranjo (2019-2020) — General Luque
- El man es Germán (2019) — Alfonso (Tío de Frito)
- Tormenta de amor (2019)
- Garzón vive (2018) — Gabriel García Márquez
- Sin senos sí hay paraíso (2016-2017) — David Moros
- Esmeraldas (2015)
- En la boca del lobo (2014) — Edilberto Ramírez Orjuela
- Mentiras perfectas (2013-2014) — Roberto
- Tres Caínes (2013) - Eliécer Jiménez
- La promesa (2012) — Alirio
- Escobar: el patrón del mal (2012) - Coronel Óscar Fernández (Óscar Peláez Carmona)
- Infiltrados (2011) — General Naranjo
- Mujeres al límite (2010-2014) — Varios personajes
- Hilos de amor (2010-2011) — Augusto García
- El ultimo matrimonio feliz (2008-2009) — Sergio
- Los protegidos (2008) — Arnaldo Vecino
- Nuevo rico, nuevo pobre (2007-2008) — Anselmo Afanador
- Sin tetas no hay paraíso (2006) — Doctor Molina
- La saga, negocio de familia (2004-2005) — Lt. Motta
- Luna, la heredera (2004-2005) — Silvio
- Sofía dame tiempo (2003) — Aníbal Zapata
- El inútil (2001-2002)
- La baby sister (2000) — Emiliano Rivera
- La mujer del presidente (1997) — Pedro Nel Rivadeneira 'El Senado'
- La viuda de Blanco (1996) — Profesor Pedro Cañón
- Prisioneros del amor (1996) — Trinidad
- Otra en mí (1996) - Manuel Arismendi
- Paloma (1994)
- Caballo viejo (1988)
- Amándote (1986)
- Pero sigo siendo El Rey (1984) — Jesús Cadena

## Cine
- Perder es cuestión de método (2004) - Abogado Emilio Barragán
- Golpe de estadio (1998)
- Ilona llega con la lluvia (1996)
- La estrategia del caracol (1993) - Justo